# Guy Nattiv

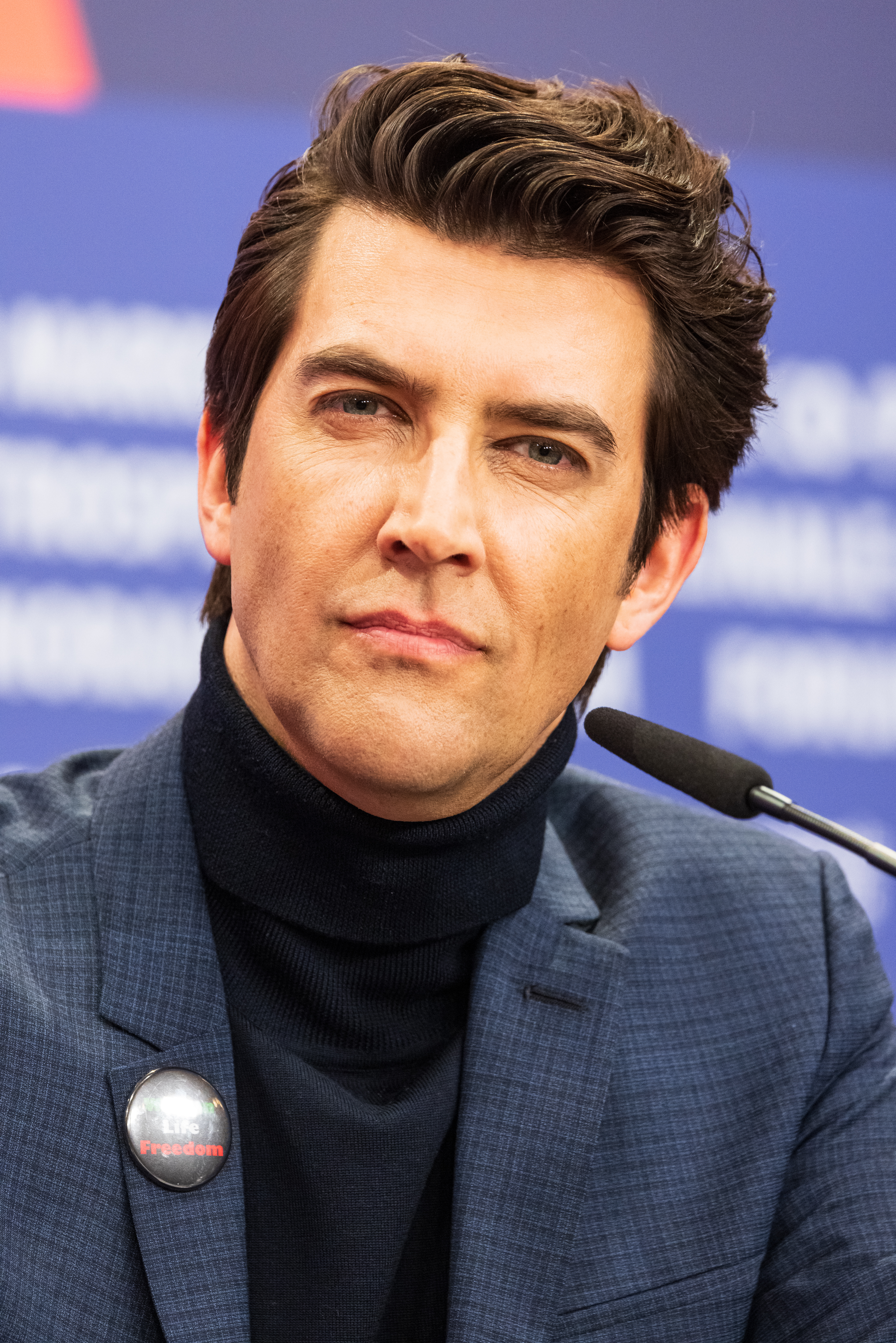
Guy Nattiv auf der Berlinale 2023

Guy Nattiv (geboren am 24. Mai 1973 in Tel Aviv) ist ein israelischer Filmregisseur, Drehbuchautor und Filmproduzent.

## Leben
Guy Nattiv wuchs in Israel auf. Er studierte dort an der Camera Obscura School of Arts und begann als Regisseur für Kurz- und Werbefilme zu arbeiten. Sein Kurzfilm Mabul („Sintflut“) von 2002 wurde bei der Berlinale 2002 aufgeführt und dort mit dem Gläsernen Bären ausgezeichnet. Aus diesem Kurzfilm entwickelte er einen gleichnamigen Spielfilm, der 2010 seine Premiere hatte.
2018 erschien sein Kurzfilm Skin, mit dem er bei der Oscarverleihung 2018 einen Oscar für den besten Kurzfilm gewann. Aus dem Kurzfilm entwickelte er erneut ein gleichnamiges Filmdrama, das beim Toronto International Film Festival 2018 seine Premiere hatte.
2019 wurde er beim Israel Film Festival mit dem IFF Achievement in Film Award ausgezeichnet.
Im Mai 2024 wurde Nattiv Mitglied der European Film Academy.

## Filmografie
- 2002: Mabul (Kurzfilm)
- 2003: Strangers (Kurzfilm)
- 2006: Offside (Kurzfilm)
- 2007: Strangers
- 2010: Mabul
- 2011: Over (Kurzfilm)
- 2014: Magic Men
- 2014: Dear God (Kurzfilm)
- 2018: Skin (Kurzfilm)
- 2018: Skin
- 2023: Golda – Israels Eiserne Lady (Golda)
- 2023: Tatami (Co-Regie: Zar Amir Ebrahimi)